# Хулоки
Хулоки (лат. Hoolock) — род приматов, обитающих в Юго-Восточной Азии; один из родов подсемейства гиббоновые, которых называют «малыми гоминидами».

## Систематика
Известно 3 вида: Западный хулок (Hoolock hoolock), Восточный хулок (Hoolock leuconedys) и Hoolock tianxing.
Хулоки — второй, после сиамангов, род гиббоновых по размерам их представителей. Хулоки достигают размера 60-90 см и веса от 6 до 8,5 кг. Имеют наименьший из гиббоновых диплоидный набор хромосом — 38. Вокруг глаз и рта у хулоков располагаются белые кольца.
Ареал — самый северо-западный из всех гиббоновых — Ассам в Индии, северо-восток Мьянмы, восточный Бангладеш, юго-западный Китай. Подобно другим гиббоновым, они ведут дневной образ жизни, передвигаясь по деревьям с помощью брахиации.
В отдельный род хулоков выделили недавно из подрода бунопитек, когда последние исследования показали, что хулоки не имели отношения к вымершему бунопитеку (Bunopithecus sericus), а расстояние между подродами гиббонов оказалось больше, чем между родами Pan и Homo. Два подвида хулоков были подняты на уровень вида.

## Кладограмма
Кладограмма подсемейства гиббоновых:
```
Гиббоновые (Hylobatinae)
|--Сиаманг (Symphalangus)
|--N.N.
     |--Номаскус (Nomascus)
     |--N.N.
        |--Хулок (Hoolock)
        |  |--Западный хулок (Hoolock hoolock)
        |  |--Восточный хулок (Hoolock leuconedys)
        |
        |--Гиббоны (Hylobates)
            |--Кампучийский гиббон (Hylobates pileatus)
            |--N.N.
                |--N.N.
                |   |--Карликовый гиббон (Hylobates  klossii)
                |   |--Серебристый гиббон (Hylobates moloch)
                |
                |--Гиббон Мюллера (Hylobates muelleri)
                |--N.N.
                    |--Чернорукий гиббон (Hylobates  agilis)
                    |--Белорукий гиббон (Hylobates  lar)
```